# پرچم والونی
پرچم والونی یا پرچم والون، نشان ناحیهٔ والونی و پرچم اجتماع فرانسوی بلژیک است. این پرچم که به خروس بی‌باک یا خروس والون نیز شهرت دارد شامل طرحی از خروسی سرخ‌رنگ با نوک بسته و پای راست بلندکرده (به‌نشانهٔ جسارت او) در میان پس‌زمینه‌ای زردرنگ است که این رنگ‌ها برگرفته از شهر لیئژ هستند. این پرچم همچنین به‌عنوان پرچم جنبش والون نیز استفاده می‌شود.
طرح این پرچم در سال ۱۹۱۳ توسط پیر پلو، نقاش والون داده شد و اجتماع فرانسوی، در تاریخ ۳ ژوئیهٔ ۱۹۹۱ آن را بر اساس فرمانی که فرمان قدیمی‌تر اجتماع فرهنگی فرانسوی بلژیک در ۲۰ ژوئیهٔ ۱۹۷۵ را تأیید می‌کرد به‌عنوان نماد خود پذیرفت.
پرچم والون در تاریخ ۱۵ ژوئیهٔ ۱۹۹۸ رسماً به‌عنوان پرچم ناحیهٔ والونی پذیرفته شد.